# 鐙 (新潟市)
鐙（あぶみ）は、新潟県新潟市中央区の町字。現行行政地名は鐙一丁目から鐙三丁目。住居表示実施済み区域。郵便番号は950-0913。

## 概要
1959年（昭和34年）に付与された大字の名で、1978年（昭和53年）の住居表示施行に伴い現在の町名となった。一丁目から三丁目までの3つから成る。

### 隣接する町字
北から東回り順に、以下の町字と隣接する。
- 南笹口
- 紫竹山
- 鐙西

※栗ノ木川を挟んで東区紫竹と隣接。

## 世帯数と人口
2018年（平成30年）1月31日現在の世帯数と人口は以下の通りである。
| 丁目     | 世帯数  | 人口    |
| -------- | ------- | ------- |
| 鐙一丁目 | 347世帯 | 581人   |
| 鐙二丁目 | 224世帯 | 467人   |
| 鐙三丁目 | 413世帯 | 825人   |
| 計       | 984世帯 | 1,873人 |

## 歴史

### 年表
- 1959年（昭和34年） : 笹口から分立
- 2007年（平成19年）4月1日 : 新潟市の政令指定都市移行により、中央区の大字となる。
- 2017年（平成29年）9月 : ウオロク鐙店が閉店する[7]。

## 地域

### 一丁目
主な企業・施設
- トーマネ新潟店
- 日本ビクター新潟営業所
- 岩崎電気信越営業所
- 第四銀行事務センター

### 二丁目

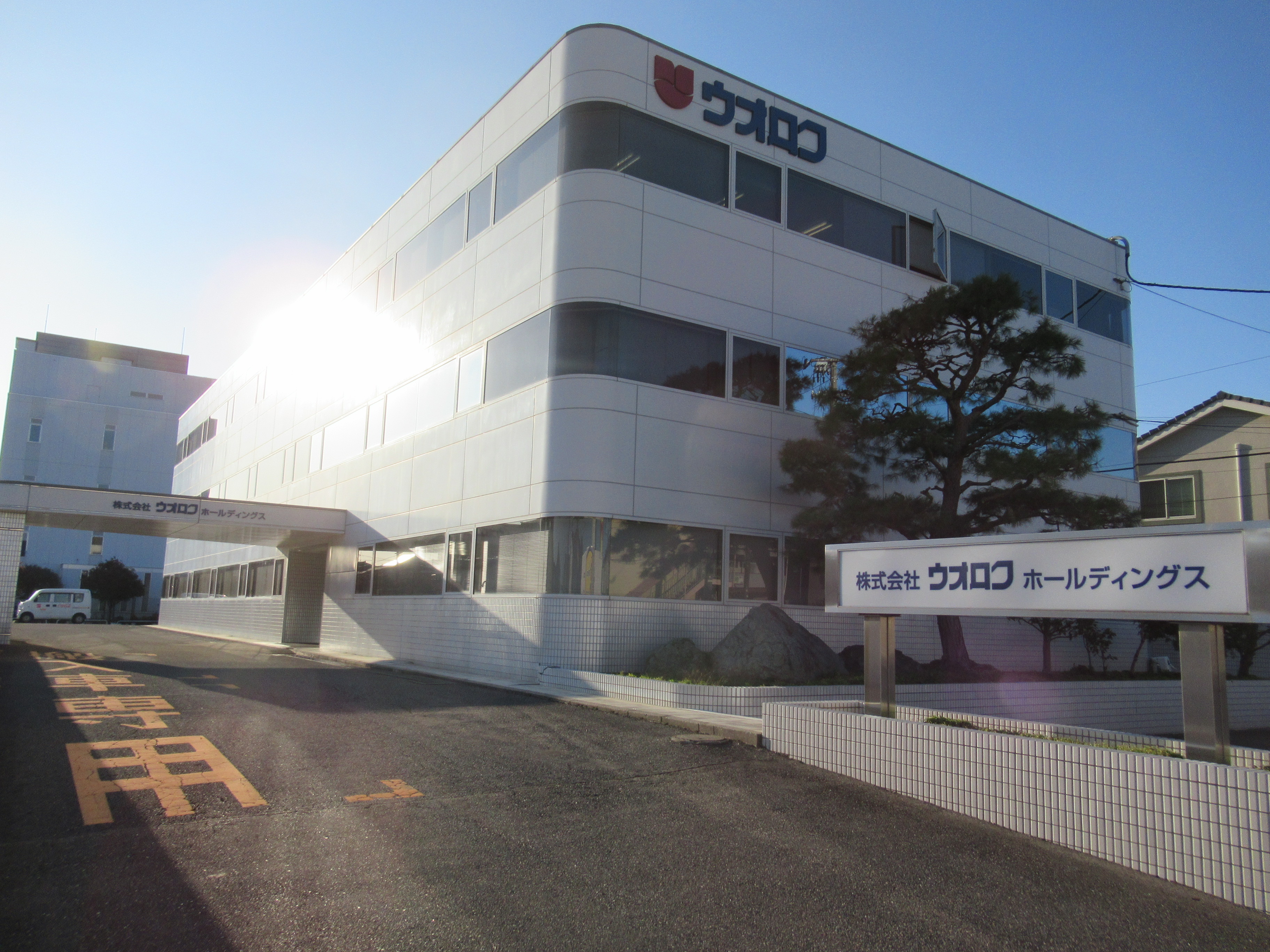
ウオロク本社

主な企業・施設
- ウオロク
- 象印マホービン新潟支店
- 横河電機新潟営業所
- 岩通新潟
- 新潟中央自動車学校

### 三丁目
主な企業・施設
- セリア鐙店
- マツモトキヨシ鐙店
- ファミリーマート新潟あぶみ三丁目店

## 小・中学校の学区
市立小・中学校に通う場合、学区は以下の通りとなる。
| 丁目     | 番地 | 小学校             | 中学校               |
| -------- | ---- | ------------------ | -------------------- |
| 鐙一丁目 | 全域 | 新潟市立笹口小学校 | 新潟市立東新潟中学校 |
| 鐙二丁目 | 全域 | 新潟市立笹口小学校 | 新潟市立東新潟中学校 |
| 鐙三丁目 | 全域 | 新潟市立笹口小学校 | 新潟市立東新潟中学校 |